# Madonna Lochis (Tiziano)
La Madonna Lochis è un dipinto a olio su tavola (38x48 cm) attribuito a Tiziano, databile al 1508-1510 circa e conservato nell'Accademia Carrara di Bergamo.

## Storia
L'opera proviene dalle collezioni Lochis, da cui il nome. Subì varie ipotesi attributive, che fecero i nomi di Francesco Vecellio e Sante Zago. Oggi si tende a parlare della fase giovanile di Tiziano, in cui sono ancora visibili forti echi giorgioneschi.

## Descrizione e stile
In un dolce paesaggio pastorale, la Madonna col Bambino è ritratta seduta a mezza figura, davanti a un parapetto. La composizione è asimmetrica, in linea col gusto "moderno" del XVI secolo, ed è caratterizzata da un cromatismo acceso e pastoso, tipico di Tiziano.